# Miomantis montana
Miomantis montana es una especie de mantis de la familia Mantidae.

## Distribución geográfica
Se encuentra en Burundi, Etiopía, Kenia, Ruanda, Tanzania y en Uganda.